# École de gendarmerie de Montluçon
L'école de la gendarmerie de Montluçon est une école placée sous l'autorité du Commandement des écoles de la Gendarmerie nationale.
Elle fait partie des cinq écoles de formation initiale des gendarmes adjoints volontaires et des sous-officiers de la gendarmerie nationale avec Chaumont, Tulle, Rochefort, Dijon, Châteaulin et Fontainebleau.

## Historique
Créée le 1er août 1976, l’école préparatoire et de perfectionnement de la gendarmerie (EPPG) de Montluçon est implantée dans la caserne Richemont. Ne comptant alors que 4 compagnies d'instruction, elle avait pour rôle de former les élèves gendarmes. En 1983, à la suite de l'ouverture du métier de gendarme aux femmes, l'EPPG de Montluçon incorpore ses seize premières femmes élèves gendarmes.
En 1984, l'école est rebaptisée école de sous-officiers de gendarmerie (ESOG), avant de prendre l'appellation d'école de gendarmerie en 1998.
Depuis sa création, l'école a vu la création de 7 compagnies supplémentaires (de la 5e à 11e) respectivement en 1977, 1980, 1981, 1988, 1998, 2009 et 2011.

## Situation géographique
L'école est située au sein de la caserne Richemont à Montluçon dans le département de l'Allier au lieu-dit "Le Cluzeau". Sur un site de 10,5 hectares, l'école dispose de 14 bâtiments identiques.

## Caserne Richemont
La caserne Richemont, ainsi dénommée en hommage au général Camus, baron de Richemont, fut construite entre 1910 et 1913 sur les plans de l'architecte Gilbert Talbourdeau. 
Elle a abrité de :
- 1913 à 1939 : le 121e régiment d’infanterie ;
- 1939 à 1942 : le 152e régiment d’infanterie ;
- 1945 à 1958 : le  92e régiment d’infanterie ;
- 1958 à 1976 : le centre d’instruction du service du matériel ;
- 1976 à 1984 : École préparatoire et de perfectionnement de la gendarmerie ;
- 1984 à 1998 : École de sous-officiers de gendarmerie ;
- Depuis 1998 : École de gendarmerie.

## Formations
L'école de gendarmerie assure la :
- formation initiale de sous-officier de gendarmerie ;
- formation d’adaptation à l’emploi de sous-officier de gendarmerie au grade de « gendarme » pour les gardiens de la paix de la Police nationale effectuant la passerelle police/gendarmerie, d’une durée de 3 mois ;
- formation initiale de gendarme adjoint volontaire (GAV), agents de police judiciaire adjoints (APJA) qui dure 13 semaines ;
- préparation militaire des réservistes de la région de gendarmerie d'Auvergne.

## Effectif
L'école pouvait accueillir jusqu'à dix compagnies d'instruction jusqu'en août 2011. À partir de septembre 2011, une onzième compagnie put se créer (120 élèves environ par compagnie), soit 1 320 élèves, encadrés par 281 personnels militaires d'encadrement permanents et 92 civils.
L'école a formé 40 000 élèves depuis sa création en 1976.